# 5 złotych 1925 Konstytucja
5 złotych 1925 Konstytucja – srebrna pięciozłotówka wybita z datą 1925, której wzór jako monety obiegowej zatwierdzono rozporządzeniem Ministra Skarbu z dnia 28 kwietnia 1925, opublikowanym 15 maja 1925 r. (Dz.U. z 1925 r. nr 49, poz. 337).
Pięciozłotowa „Konstytucja” nigdy nie trafiła do obiegu, gdyż wartość srebra w niej zawartego przewyższała jej wartość nominalną.

## Rys historyczny

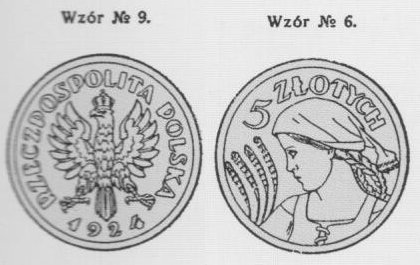
Wzór monety 5-złotowej autorstwa Tadeusza Breyera, wprowadzony rozporządzeniem z 26 maja 1924 r.

W II Rzeczypospolitej wprowadzenie do powszechnego obiegu monety pięciozłotowej miało miejsce dopiero 24 lipca 1928 r, a „Konstytucja” była tylko jednym z etapów, który zakończył się wybiciem w nieznanej liczbie sztuk nieobiegowych próbnych egzemplarzy – jak stwierdzono w pierwszym sprawozdaniu Mennicy Państwowej.
- W rozporządzeniu Prezydenta Rzeczypospolitej z 20 stycznia 1924 r. (Dz.U. z 1924 r. nr 7, poz. 65), w artykule 5, ustalono, że monety srebrne 5-złotowe będą bite w stopie próby 900, na krążkach o średnicy 37 mm, o masie 25 gramów, przy okazji definiując również srebrne monety o nominałach: ½ złotego, 1 złoty oraz 2 złote, dla których przewidywano stop próby 835 – co odpowiadało zasadom obowiązującym w Łacińskiej Unii Monetarnej[5].
- Nowelizacja wprowadzona po trzech miesiącach – rozporządzeniem prezydenta z 23 kwietnia 1924 r. (Dz.U. z 1924 r. nr 35, poz. 367) ustaliła, że srebrnymi będą monety: 1- 2- i 5-złotowe, jednak wszystkie bite ze srebra próby 750, przy niezmienionych  w stosunku do rozporządzenia styczniowego masie i średnicy. Wprowadzona tym rozporządzeniem próba stopu srebra dla 5-złotówki była niezgodna z zasadami Łacińskiej Unii Monetarnej[3][5].
- Miesiąc później – 26 maja 1924 r. Minister Skarbu wydał rozporządzenie ustalające wzory monet obiegowych o nominałach od 1 grosza do 100 złotych (Dz.U. z 1924 r. nr 45, poz. 476), w którym dla 5-złotówki wprowadzono rysunki awersu i rewersu według projektu Tadeusza Breyera, takie same jak dla jedno- i dwuzłotówki. Moneta 5-złotowa według projektu Tadeusza Breyera nie była jednak bita[6][3].
- Stan prawny uległ zmianie po roku – 15 maja 1925 r., w dniu w którym opublikowano Rozporządzenie Ministra Skarbu z 28 kwietnia 1925 r. o zmianie wzoru obiegowej monety pięciozłotowej na „Konstytucję” (Dz.U. z 1925 r. nr 49, poz. 337). Była to jedynie zmiana obowiązującego wzoru monety, bez jakiejkolwiek modyfikacji ustalonego w kwietniu 1924 stopu srebra – dalej próby 750[2][3].
- Korekty niezgodności stanu prawnego z zasadami Łacińskiej Unii Monetarnej dokonano po ponad miesiącu specjalną ustawą z 23 czerwca 1925 r. (Dz.U. z 1925 r. nr 67, poz. 466), przywracającą próbę 900 dla 25-gramowych, 37-milimetrowych monet 5-złotowych, dla których obowiązującym od 15 maja wzorem była „Konstytucja”. W efekcie wartość srebra w monetach przewyższała ich wartość nominalną, więc nigdy nie pojawiły się obiegowe egzemplarze, a jedynie próby dostępne w ofercie Gabinetu Numizmatycznego Mennicy Państwowej[7][3].
- Zmiana systemu monetarnego z 5 listopada 1927 r. (Dz.U. z 1927 r. nr 97, poz. 855), ustalająca między innymi nowe parametry dla obiegowych monet pięciozłotowych (srebro próby 750, średnica 33 mm, masa 18 gramów), ostatecznie zakończyła się  wejściem do powszechnego obrotu tego nominału metalowego[8][9].

## Awers
W centralnym punkcie umieszczono godło – orła w koronie, poniżej rok 1925, dookoła napis „RZECZPOSPOLITA POLSKA”, po dacie 1925 herb Kościesza – znak mennicy w Warszawie.

## Rewers
Na tej stronie monety umieszczono personifikację Polski przedstawioną jako kobietę otrzymującą od młodzieńca księgę z konstytucją, w dolnej części sierp i snop zboża, na samym dole napis „5 PIĘĆ ZŁOTYCH 5”, otok z perełek. Moneta występuje w dwóch odmianach rewersu, tzn. z obwódką o:
- 100 perełkach (stempel głęboki) albo
- 81 perełkach (stempel płytki).

## Rant
Na rancie umieszczono wklęsły napis:

SALUS REIPUBLICAE SUPREMA LEX

(pol. dobro Rzeczypospolitej najwyższym prawem).

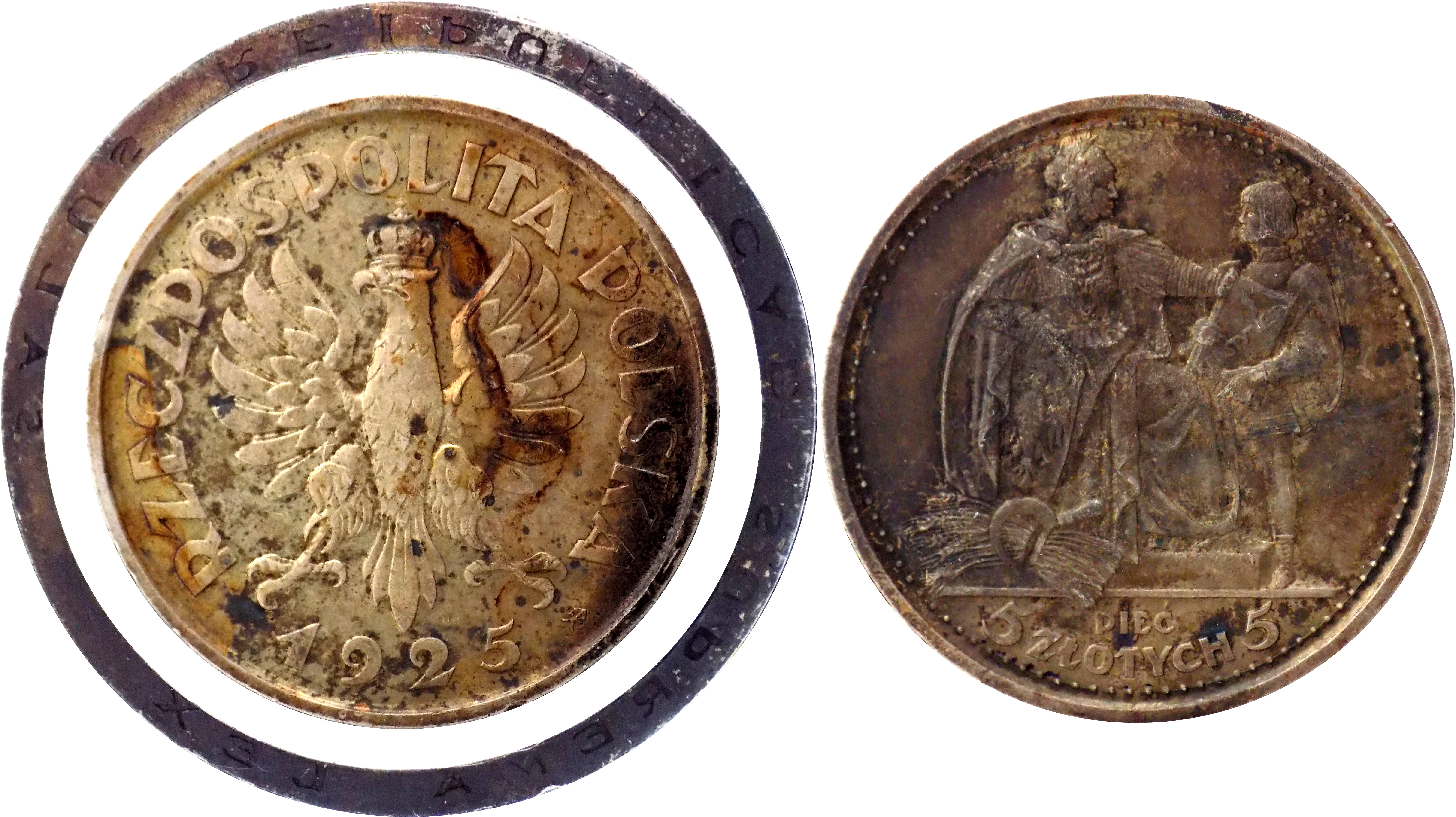
stempel głęboki – 100 perełek
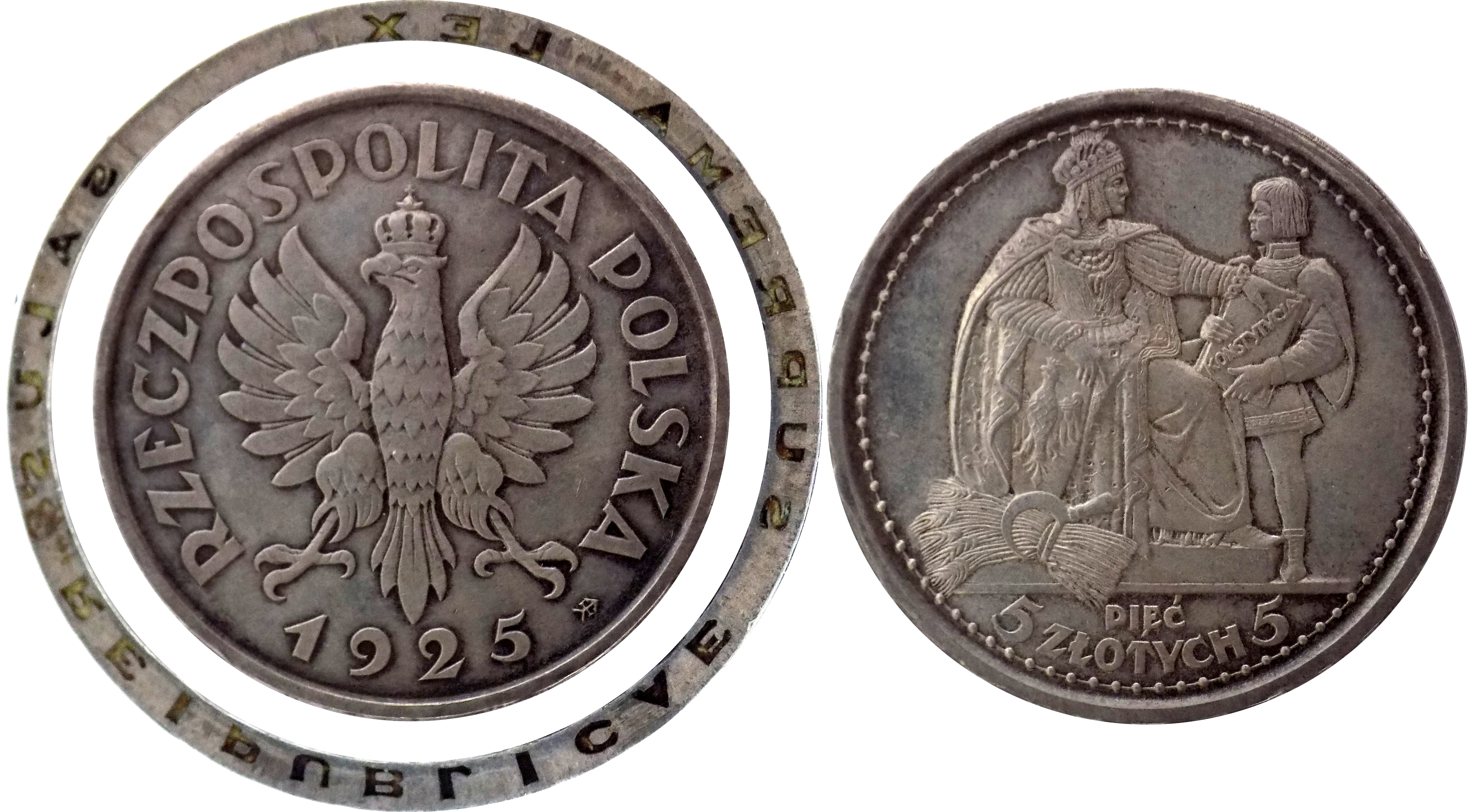
stempel płytki – 81 perełek

## Opis
Monetę wykonano według projektu Stanisława Lewandowskiego, z umieszczonym na awersie „zrewitalizowanym” orłem Edmunda Bartłomiejczyka, w srebrze próby 900, na krążku o średnicy 37 mm i masie 25 gramów. W jednym ze źródeł z 2010 r. pojawiła się informacja, że „Konstytucję” wybito w stopie próby 750, jednak zarówno we wcześniejszych jak i późniejszych katalogach tego samego autora konsekwentnie podawana jest próba 900 dla tej monety.
Projekt orła na awersie został stworzony w 1923 r., a od 1924 r. umieszczono go na obiegowych monetach 1- i 2-złotowych.
W przypadku projektu rewersu istnieją przypuszczenia, że Stanisław Lewandowski opracował go opierając się na swojej rzeźbie postaci z 1924 r. W latach 20. XX wieku w przekazanej do prasy przez dyrekcję Mennicy Państwowej interpretacji rysunku rewersu pisano o królowej Jadwidze, jednak wzór monety zaczęto nazywać „Konstytucja” z powodu księgi trzymanej na kolanach przez postać kobiety.
W ramach przygotowań do bicia „Konstytucji” w Mennicy Państwowej wykonywano wiele prób m.in. z różną głębokością reliefu oraz testowano bicie monety w różnych wariantach i w różnych metalach.
Srebro niezbędne do emisji zakupiono w górnośląskiej hucie Strzebnica.
Bicie rozpoczęto ok. 20 kwietnia 1925 roku, ale po kilku dniach cały proces wstrzymano. Nie istnieją żadne źródła, w których informowano by o liczbie wybitych w tym okresie egzemplarzy, które następnie zamknięto w sejfach mennicy. Pozostawały tam do 1926 r. do wydania zgody przez Ministerstwo Skarbu zezwalającej na sprzedaż monet wraz ze wszystkimi próbami. Dystrybucję miał prowadzić Gabinet Numizmatyczny mennicy, a uzyskane w ten sposób pieniądze planowano przeznaczyć na zakup wyposażenia i numizmatów. Z całej sprzedaży „Konstytucji”, w cenie 15 ówczesnych złotych, odbywającej się w latach 1927–1930, uzyskano kwotę około 17 tys. złotych, co pozwala wyliczyć, że nabywców znalazło około 1130 szt. pięciozłotówki. W niektórych katalogach podawana jest informacja, że do kolekcjonerów trafiło 1000 sztuk obydwu odmian (81- i 100-perełkowej) łącznie, w innych zaś, że sprzedano po 1000 sztuk każdej z nich.
Wiadomo, że jedna moneta 5 złotych 1925 Konstytucja została przez prezydenta Stanisława Wojciechowskiego wrzucona do puszki, którą 8 maja 1925 r. wmurowano w kamień węgielny pod przyszły Instytut Radowy. Pięciozłotówkę „Konstytucja” otrzymali również wybrani wyżsi urzędnicy państwowi przy wypłacie poborów.
Wśród kolekcjonerów od czasu do czasu pojawia się dyskusja dotyczącą klasyfikacji tej monety bądź jako obiegowej, bądź jako próbnej. Zaliczenie jej do kategorii monet obiegowych w jednym z katalogów, spowodowało wyraźny wzrost zainteresowania tą monetą, ale nie rozstrzygnęło toczonego sporu.
W początku XXI w. Mennica Polska w ramach serii: „240 lat Mennicy Polskiej – Repliki monet polskich według projektów z okresu międzywojennego” wydała blister zawierający cztery pozłacane repliki/wyobrażenia złotych monet II Rzeczypospolitej (10, 20, 50 i 100 złotych) według projektu „Konstytucja” Stanisława Lewandowskiego, dostosowując odpowiednio średnicę i nominał numizmatów do standardu rozporządzenia Ministra Skarbu z 26 maja 1924 r., ustalającego między innymi wzory polskich złotych monety obiegowych.

## Wersje próbne
Znana jest pewna liczba odmian tej monety traktowanych wyłącznie jako próbne bicia. Monety takie wykonano w innych metalach (tombak, mosiądz, złoto), bądź wybito stemplem lustrzanym, albo znacząco zmieniono wielkość symbolu graficznego znaku mennicy umieszczonego na awersie, lub nawet znak mennicy pominięto. Na żadnej z takich monet nie występuje ani wypukły, ani wklęsły napis „PRÓBA”.
Istnieje również okolicznościowa wersja tej monety wybita w liczbie 100 egzemplarzy dla uczczenia rocznicy Konstytucji 3 maja, z umieszczonymi na awersie po obu stronach orła inicjałami SW (Stanisława Wojciechowskiego) i WG (Władysława Grabskiego) oraz datą 3/V.

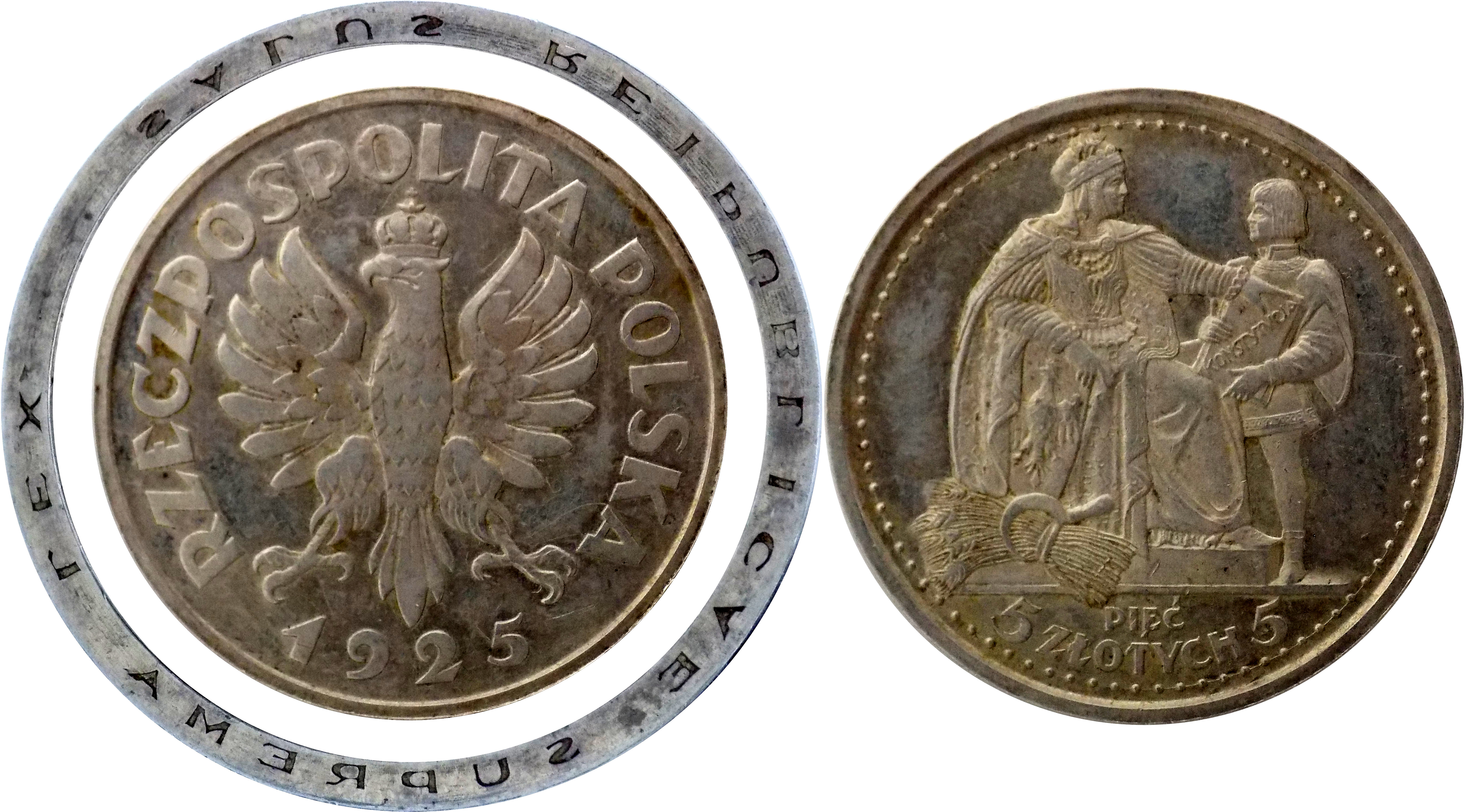
Próbna – bez znaku mennicy
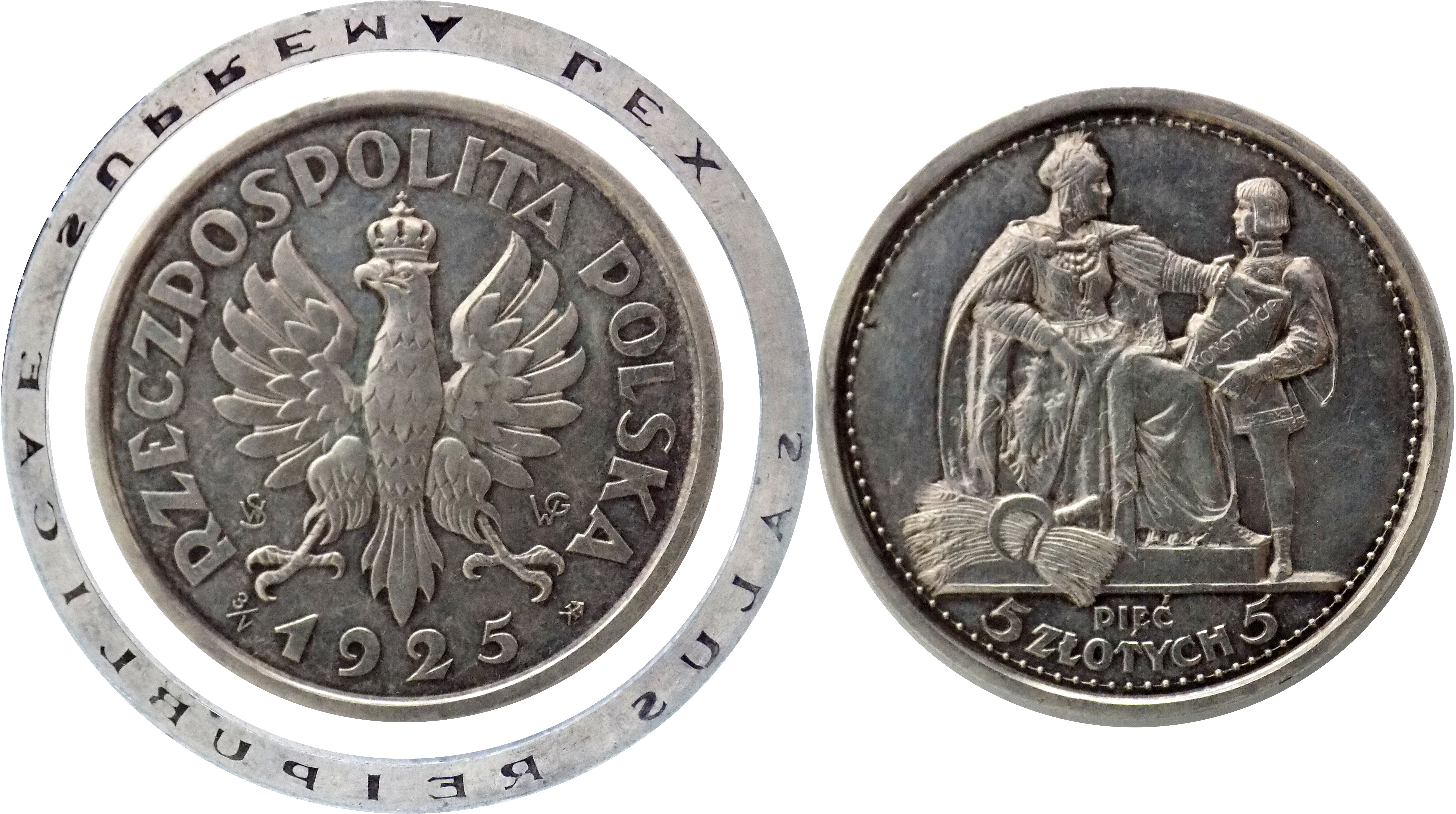
Okolicznościowa – inicjały SW-WG

W roku 2021 opublikowano drugie wydanie pracy, w którym zamieszczono informację o rozpoznaniu odmiany monety próbnej z 82-perełkowym wieńcem otokowym na rewersie i bez znaku mennicy na awersie. Do momentu publikacji książki autor w zbiorze zdjęć „Konstytucji”, które pojawiły się w Internecie ze względu na obrót kolekcjonerski, rozpoznał trzy egzemplarze takiej odmiany. O ile prawidłowe rozróżnienie odmian 100- i 81-perełkowych nie stanowi większego problemu, o tyle poprawne rozpoznanie odmiany 82-perełkowej wymaga bardzo szczegółowej analizy rysunku rewersu.